# Русские машины
Компанія «Русские машины» (укр. Російські машини) — холдинг, створений у 2011 році шляхом об'єднання машинобудівних підприємств, котрі входили в групу «Базовий Елемент». Основні активи компанії зосереджені в сегментах автомобілебудування, виробництва дорожньо-будівельної та військової техніки, авіабудування та виробництва залізно-дорожніх контейнерів та платформ. Володіє основним пакетом акцій ВАТ «ГАЗ».